# Ruder-Weltmeisterschaften 2015

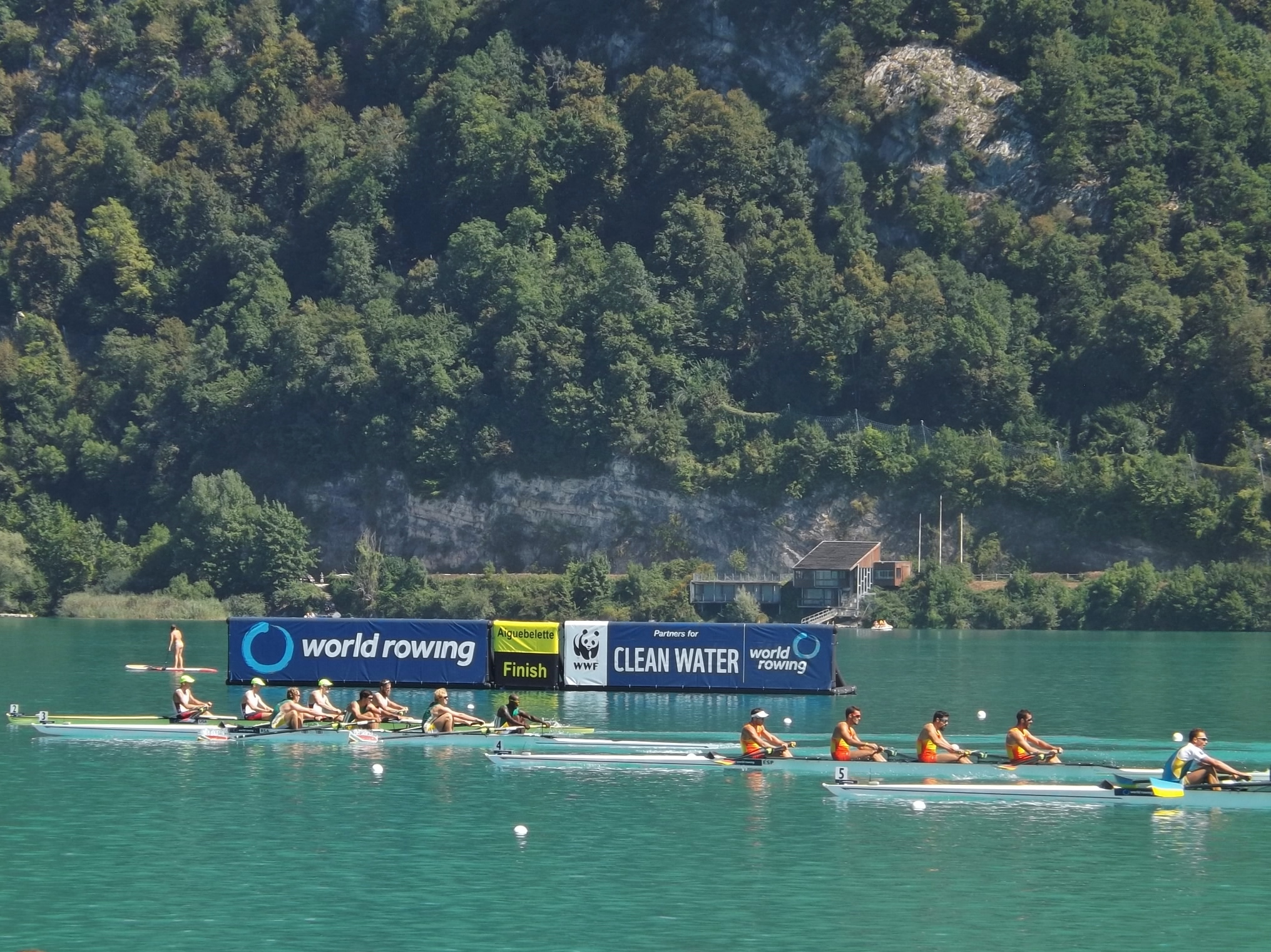
Vorlauf Vierer ohne Steuermann

Die Ruder-Weltmeisterschaften 2015 wurden vom 30. August bis 6. September 2015 auf dem Lac d’Aiguebelette in Savoyen (Frankreich) unter dem Regelwerk des Weltruderverbandes (FISA) ausgetragen.
Die Regattastrecke war bereits Schauplatz der Ruder-Weltmeisterschaften 1997 sowie Regatten des Ruder-Weltcups. Die französische Kandidatur setzte sich auf dem Kongress des Weltruderverbandes FISA mit 110:33 Stimmen gegen die Bewerbungen aus Strathclyde (Großbritannien) und Varese (Italien) durch. Der Deutsche Ruderverband (DRV) bewarb sich mit der Regattastrecke Beetzsee zunächst ebenfalls um die Austragung. Im Mai 2011 wurde die Bewerbung allerdings aufgrund finanzieller Risiken zurückgezogen.
Bei der Veranstaltung wurden Ruder-Weltmeister in 26 Bootsklassen ermittelt, davon 13 für Männer, 9 für Frauen und 4 für Pararuderer. Die Wettkämpfe in einer weiteren Bootsklasse des Pararuderns fielen aus, da nur eine Mannschaft gemeldet wurde. Insgesamt nahmen rund 1300 Teilnehmer aus 77 Nationen an der Regatta teil. Das größte Aufgebot wurde von den USA (alle 27 Bootsklassen) gestellt, gefolgt von Großbritannien und Deutschland mit Meldungen in jeweils 25 Klassen.
Neben der Ermittlung der Ruder-Weltmeister stellte die Regatta außerdem den wichtigsten Qualifikationswettkampf zur olympischen Ruderregatta 2016 in Rio de Janeiro dar. Über alle Bootsklassen verteilt wurden 129 der 215 Startplätze vergeben, in denen 380 Sportler Platz finden. Insgesamt werden 550 Athleten bei den Olympischen Sommerspielen 2016 im Rudersport an den Start gehen. Die Qualifikation bei den Weltmeisterschaften 2015 ist nicht personengebunden, sondern bezieht sich auf die Startberechtigung der NOKs in der Bootsklasse.

## Ergebnisse
Hier sind die Medaillengewinner aus den A-Finals aufgelistet. Diese waren mit sechs Booten besetzt, die sich über Vor- und Hoffnungsläufe sowie Viertel- und Halbfinals für das Finale qualifizieren mussten.

### Männer
Die Streckenlänge beträgt in allen Läufen 2000 Meter.
| Bootsklasse                                  | Gold | Gold    | Silber | Silber  | Bronze | Bronze  |
| -------------------------------------------- | --- | ------- | --- | ------- | --- | ------- |
| Einer (M1x)                                  | Tschechien Ondřej Synek | 6:54,76 | Neuseeland Mahé Drysdale | 6:55,10 | Litauen Mindaugas Griškonis | 6:57,64 |
| Leichtgewichts-Einer (LM1x)                  | Neuseeland Adam Ling | 6:53,80 | Slowenien Rajko Hrvat | 6:54,59 | Serbien Miloš Stanojević | 6:55,88 |
| Doppelzweier (M2x)                           | Kroatien Martin Sinković Valent Sinković | 6:03,33 | Litauen Rolandas Maščinskas Saulius Ritter | 6:05,31 | Neuseeland Robert Manson Christopher Harris | 6:06,73 |
| Leichtgewichts-Doppelzweier (LM2x)           | Frankreich Stany Delayre Jérémie Azou | 6:13,38 | Vereinigtes Königreich William Fletcher Richard Chambers | 6:15,15 | Norwegen Kristoffer Brun Are Strandli | 6:15,62 |
| Doppelvierer (M4x)                           | Deutschland Karl Schulze Philipp Wende Lauritz Schoof Hans Gruhne                                                                                           | 5:53,22 | Australien David Crawshay Karsten Forsterling Cameron Girdlestone David Watts                                                                                      | 5:54,75 | Estland Andrei Jämsä Allar Raja Tõnu Endrekson Kaspar Taimsoo                                                                                              | 5:56,34 |
| Leichtgewichts-Doppelvierer (LM4x)           | Frankreich Maxime Demontfaucon Damien Piqueras Pierre Houin Morgan Maunoir                                                                                  | 5:48,50 | Deutschland Roman Acht Daniel Lawitzke Philipp Grebner Jonathan Rommelmann                                                                                         | 5:48,81 | Dänemark Emil Espensen Andrej Bendtsen Mathias Larsen Oscar Petersen                                                                                       | 5:50,41 |
| Zweier ohne Steuermann (M2-)                 | Neuseeland Eric Murray Hamish Bond | 6:15,83 | Vereinigtes Königreich James Foad Matt Langridge | 6:22,35 | Serbien Miloš Vasić Nenad Beđik | 6:25,36 |
| Leichtgewichts-Zweier ohne Steuermann (LM2-) | Vereinigtes Königreich Joel Cassells Sam Scrimgeour | 6:29,40 | Frankreich Augustin Mouterde Théophile Onfroy | 6:32,02 | Deutschland Jonas Kilthau Matthias Arnold | 6:34,53 |
| Zweier mit Steuermann (M2+)                  | Vereinigtes Königreich Nathaniel Reilly-O’Donnell Matthew Tarrant Henry Fieldman (Stm.)                                                                     | 6:51,31 | Deutschland Jakob Schneider Clemens Ernsting Jonas Wiesen (Stm.)                                                                                                   | 6:57,36 | Serbien Viktor Pivač Martin Mačković Luka Mladenović (Stm.)                                                                                                | 6:59,53 |
| Vierer ohne Steuermann (M4-)                 | Italien Marco Di Costanzo Matteo Castaldo Matteo Lodo Giuseppe Vicino                                                                                       | 5:46,78 | Australien William Lockwood Joshua Dunkley-Smith Spencer Turrin Alexander Hill                                                                                     | 5:48,74 | Vereinigtes Königreich Scott Durant Alan Sinclair Tom Ransley Stewart Innes                                                                                | 5:49,00 |
| Leichtgewichts-Vierer ohne Steuermann (LM4-) | Schweiz Lucas Tramèr Simon Schürch Simon Niepmann Mario Gyr                                                                                                 | 5:55,31 | Dänemark Kasper Winther Jens Vilhelmsen Jacob Barsøe Jacob Larsen                                                                                                  | 5:57,58 | Frankreich Franck Solforosi Thomas Baroukh Thibault Colard Guillaume Raineau                                                                               | 5:58,22 |
| Achter (M8+)                                 | Vereinigtes Königreich Matthew Gotrel Constantine Louloudis Peter Reed Paul Bennett Mohamed Sbihi Alex Gregory George Nash William Satch Phelan Hill (Stm.) | 5:36,18 | Deutschland Maximilian Munski Malte Jakschik Maximilian Reinelt Eric Johannesen Anton Braun Felix Drahotta Richard Schmidt Hannes Ocik Martin Sauer (Stm.)         | 5:36,36 | Niederlande Dirk Uittenbogaard Boaz Meylink Kaj Hendriks Boudewijn Röell Olivier Siegelaar Tone Wieten Mechiel Versluis Robert Lücken Peter Wiersum (Stm.) | 5:38,09 |
| Leichtgewichts-Achter (LM8+)                 | Deutschland Tobias Schad Simon Barr Torben Neumann Florian Roller Tobias Franzmann Stefan Wallat Claas Mertens Can Temel Felix Heinemann (Stm.)             | 5:38,92 | Frankreich Gaël Chocheyras Alexis Guerinot Clément Duret Thibault Lecomte Clément Fonta Vincent Cavard Clément Roulet-Dubonnet Fabrice Moreau Thibaut Hacot (Stm.) | 5:40,14 | Vereinigte Staaten Tobin McGee John Devlin Christopher Lambert Peter Schmidt Phillip Henson Alex Twist David Smith Matthew Lenhart John Carlson (Stm.)     | 5:40,41 |

### Frauen
Die Streckenlänge beträgt in allen Läufen 2000 Meter.
| Bootsklasse                        | Gold | Gold    | Silber | Silber  | Bronze | Bronze  |
| ---------------------------------- | --- | ------- | --- | ------- | --- | ------- |
| Einer (W1x)                        | Australien Kim Crow | 7:38,92 | Tschechien Miroslava Knapková | 7:41,88 | Volksrepublik China Duan Jingli | 7:43,21 |
| Leichtgewichts-Einer (LW1x)        | Neuseeland Zoe McBride | 7:32,45 | Vereinigtes Königreich Imogen Walsh | 7:33,99 | Vereinigte Staaten Kathleen Bertko | 7:34,58 |
| Doppelzweier (W2x)                 | Neuseeland Eve Macfarlane Zoe Stevenson | 6:45,09 | Griechenland Aikaterini Nikolaidou Sofia Asoumanaki                                                                                         | 6:46,51 | Deutschland Julia Lier Mareike Adams | 6:47,19 |
| Leichtgewichts-Doppelzweier (LW2x) | Neuseeland Sophie MacKenzie Julia Edward | 6:53,01 | Vereinigtes Königreich Charlotte Taylor Katherine Copeland                                                                                  | 6:54,22 | Südafrika Kirsten McCann Ursula Grobler | 6:55,79 |
| Doppelvierer (W4x)                 | Vereinigte Staaten Amanda Elmore Tracy Eisser Megan Kalmoe Olivia Coffey                                                                                      | 6:27,07 | Deutschland Annekatrin Thiele Carina Bär Marie-Cathérine Arnold Lisa Schmidla                                                               | 6:28,41 | Niederlande Nicole Beukers Chantal Achterberg Inge Janssen Carline Bouw                                                                                             | 6:29,69 |
| Leichtgewichts-Doppelvierer (LW4x) | Deutschland Katrin Thoma Leonie Pieper Lena Müller Anja Noske                                                                                                 | 6:25,10 | Vereinigtes Königreich Brianna Stubbs Ruth Walczak Emily Craig Eleanor Piggott                                                              | 6:27,07 | Niederlande Anne Marie Schonk Mirte Kraaijkamp Elisabeth Woerner Marie-Anne Frenken                                                                                 | 6:28,27 |
| Zweier ohne Steuerfrau (W2-)       | Vereinigtes Königreich Helen Glover Heather Stanning | 6:52,99 | Neuseeland Grace Prendergast Kerri Gowler                                                                                                   | 6:56,75 | Vereinigte Staaten Felice Mueller Elle Logan | 7:00,55 |
| Vierer ohne Steuerfrau (W4-)       | Vereinigte Staaten Kristine O’Brien Grace Latz Adrienne Martelli Grace Luczak                                                                                 | 6:25,22 | Vereinigtes Königreich Rebecca Chin Karen Bennett Lucinda Gooderham Holly Norton                                                            | 6:31,52 | Volksrepublik China Yin Dameng Cheng Wenjing Yi Liqin Yu Jing | 6:35,56 |
| Achter (W8+)                       | Vereinigte Staaten Victoria Opitz Meghan Musnicki Amanda Polk Lauren Schmetterling Emily Regan Kerry Simmonds Tessa Gobbo Heidi Robbins Katelin Snyder (Stf.) | 6:05,65 | Neuseeland Kayla Pratt Emma Dyke Ruby Tew Kelsey Bevan Grace Prendergast Kerri Gowler Genevieve Behrent Rebecca Scown Frances Turner (Stf.) | 6:08,52 | Kanada Lisa Roman Cristy Nurse Jennifer Martins Ashley Brzozowicz Christine Roper Susanne Grainger Natalie Mastracci Lauren Wilkinson Lesley Thompson-Willie (Stf.) | 6:09,05 |

### Pararudern
Die Streckenlänge betrug in allen Läufen der Pararudern-Bootsklassen 1000 Meter.
Beim Para-Rudern konnte in den paralympischen Bootsklassen die Qualifikation für die Paralympischen Sommerspiele 2016 erreicht werden. In der einzigen nicht-paralympischen Bootsklasse, dem LTA-Doppelzweier (Mixed), wurde nur eine einzige Meldung durch die USA mit Natalie McCarthy und Jesse Karmazin eingereicht.
| Bootsklasse                                | Gold                                                                                        | Gold                                                  | Silber                                                                                                  | Silber                                                | Bronze                                                                                 | Bronze                                                |
| ------------------------------------------ | ------------------------------------------------------------------------------------------- | ----------------------------------------------------- | --- | ----------------------------------------------------- | -------------------------------------------------------------------------------------- | ----------------------------------------------------- |
| AS-Einer der Männer (ASM1x)                | Australien Erik Horrie                                                                      | 4:45,55                                               | Vereinigtes Königreich Tom Aggar                                                                        | 4:51,09                                               | Ukraine Igor Bondar                                                                    | 4:51,70                                               |
| AS-Einer der Frauen (ASW1x)                | Israel Moran Samuel                                                                         | 5:25,92                                               | Vereinigtes Königreich Rachel Morris                                                                    | 5:27,02                                               | Norwegen Birgit Skarstein                                                              | 5:31,94                                               |
| TA-Doppelzweier (TAMix2x)                  | Australien Gavin Bellis Kathryn Ross                                                        | 4:03,51                                               | Vereinigtes Königreich Laurence Whiteley Lauren Rowles                                                  | 4:04,03                                               | Frankreich Perle Bouge Stéphane Tardieu                                                | 4:06,08                                               |
| LTA-Doppelzweier (LTAMix2x)                | Nur eine Mannschaft gemeldet (USA), daher keine Läufe                                       | Nur eine Mannschaft gemeldet (USA), daher keine Läufe | Nur eine Mannschaft gemeldet (USA), daher keine Läufe                                                   | Nur eine Mannschaft gemeldet (USA), daher keine Läufe | Nur eine Mannschaft gemeldet (USA), daher keine Läufe                                  | Nur eine Mannschaft gemeldet (USA), daher keine Läufe |
| LTA-Vierer mit Steuerfrau/-mann (LTAMix4+) | Vereinigtes Königreich Grace Clough Daniel Brown Pamela Relph James Fox Oliver James (Stm.) | 3:19,56                                               | Vereinigte Staaten Jaclyn Smith Danielle Hansen Zachary Burns Richard Vandegrift Jennifer Sichel (Stf.) | 3:19,82                                               | Kanada Victoria Nolan Veronique Boucher Curtis Halladay Andrew Todd Kristen Kit (Stf.) | 3:27,38                                               |

## Medaillenspiegel
| Platz | Land                   | Gold | Silber | Bronze | Gesamt |
| ----- | ---------------------- | ---- | ------ | ------ | ------ |
| 1     | Vereinigtes Königreich | 5    | 9      | 1      | 15     |
| 2     | Neuseeland             | 5    | 3      | 1      | 9      |
| 3     | Deutschland            | 3    | 4      | 2      | 9      |
| 4     | Australien             | 3    | 2      |        | 5      |
| 5     | Vereinigte Staaten     | 3    | 1      | 3      | 7      |
| 6     | Frankreich             | 2    | 2      | 2      | 6      |
| 7     | Tschechien             | 1    | 1      |        | 2      |
| 8     | Italien                | 1    |        |        | 1      |
| 8     | Schweiz                | 1    |        |        | 1      |
| 8     | Israel                 | 1    |        |        | 1      |
| 8     | Kroatien               | 1    |        |        | 1      |
| 12    | Dänemark               |      | 1      | 1      | 2      |
| 12    | Litauen                |      | 1      | 1      | 2      |
| 14    | Slowenien              |      | 1      |        | 1      |
| 14    | Griechenland           |      | 1      |        | 1      |
| 16    | Serbien                |      |        | 3      | 3      |
| 16    | Niederlande            |      |        | 3      | 3      |
| 18    | Kanada                 |      |        | 2      | 2      |
| 18    | Norwegen               |      |        | 2      | 2      |
| 18    | Volksrepublik China    |      |        | 2      | 2      |
| 21    | Ukraine                |      |        | 1      | 1      |
| 21    | Estland                |      |        | 1      | 1      |
| 21    | Südafrika              |      |        | 1      | 1      |
| Summe | Summe                  | 26   | 26     | 26     | 78     |